# Aparecida do Taboado
Aparecida do Taboado is een gemeente in de Braziliaanse deelstaat Mato Grosso do Sul. De gemeente telt 20.623 inwoners (schatting 2009).

## Aangrenzende gemeenten
De gemeente grenst aan Inocência, Paranaíba, Selvíria, Carneirinho (MG), Ilha Solteira (SP), Rubineia (SP) en Santa Clara d'Oeste (SP).